# Liste der Biografien/Robu
Liste der Biografien |
Portal Biografien |
Personensuche
# |
A |
B |
C |
D |
E |
F |
G |
H |
I |
J |
K |
L |
M |
N |
O |
P |
Q |
R |
S |
T |
U |
V |
W |
X |
Y |
Z |
?
 
Ra |
Rb |
Rd |
Re |
Rh |
Ri |
Rj |
Rk |
Rl |
Rm |
Rn |
Ro |
Rr |
Rs |
Rt |
Ru |
Rv |
Rw |
Rx |
Ry |
Rz
 
Roa |
Rob |
Roc |
Rod |
Roe |
Rof |
Rog |
Roh |
Roi |
Roj |
Rok |
Rol |
Rom |
Ron |
Roo |
Rop |
Roq |
Ror |
Ros |
Rot |
Rou |
Rov |
Row |
Rox |
Roy |
Roz 
 
Roba |
Robb |
Robc |
Robe |
Robi |
Robk |
Robl |
Robm |
Robn |
Robo |
Robr |
Robs |
Robu |
Roby 
Die Liste der Biografien führt alle Personen auf, die in der deutschsprachigen Wikipedia einen Artikel haben. Dieses ist eine Teilliste mit 13 Einträgen von Personen, deren Namen mit den Buchstaben „Robu“ beginnt.

## Robu
- Robu, Ioan (* 1944), rumänischer Geistlicher, emeritierter römisch-katholischer Bischof von Bukarest
- Robu, Mihai (1884–1944), römisch-katholischer Bischof von Jassy
- Robu, Nicolae (* 1955), rumänischer Politiker (PNL)
- Robu, Valentin (* 1967), rumänischer Ruderer

### Robuc
- Robucci, Maria Giuseppa (1903–2019), italienische Supercentenarian
- Robuchon, Joël (1945–2018), französischer Koch und GastronomJoël Robuchon (1945–2018)

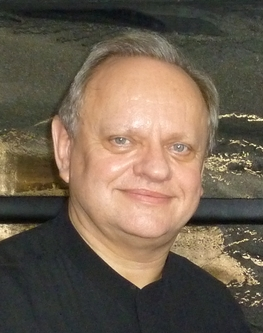
Joël Robuchon (1945–2018)

### Robus
- Robus, Hugo (1885–1964), US-amerikanischer Maler und Bildhauer
- Robuschi, Laurent (* 1935), französischer Fußballspieler
- Robusté, Miquel (* 1985), spanischer Fußballspieler
- Robustelli, Andy (1925–2011), US-amerikanischer American-Football-Spieler
- Robustelli, Giacomo, Führer der spanischen Partei im Veltlin
- Robustellini, Chiara (* 2003), italienische Fußballspielerin
- Robusti, Marietta († 1590), italienische Malerin